# Wonneburen
Wonneburen, en frison Wonnebuorren, est un hameau situé dans la commune néerlandaise de Súdwest Fryslân, dans la province de la Frise.